# Szałe
Szałe – wieś w Polsce położona w województwie wielkopolskim, w powiecie kaliskim, w gminie Opatówek. W latach 1975–1998 miejscowość administracyjnie należała do województwa kaliskiego.
We wsi znajduje się sztuczny zbiornik stanowiący ośrodek rekreacyjny zwłaszcza w okresie letnim - Jezioro Pokrzywnickie. Znajduje się on obok Kalisza, około 5 km od centrum miasta; otoczony jest z jednej strony Lasem Winiarskim, zaś z drugiej strony zabudową głównie jednorodzinną. Znajduje się tam (od strony lasu) kilka dzikich plaż, a z drugiej strony (od strony zabudowy) plaża strzeżona czynna w sezonie letnim. Znajduje się tam także przystań jachtowa, pole namiotowe oraz inne podmioty typowo rekreacyjno-wypoczynkowe.
Dojazd komunikacją miejską (Kaliskie Linie Autobusowe): linia 3A (przez centrum miasta).